# Párolgáshő
A párolgáshő egységnyi mennyiségű anyag állandó hőmérsékleten történő elpárologtatásához szükséges energia. Mértékegysége a J/mol vagy a J/kg. Előző a moláris párolgáshő, az utóbbi a tömegfajlagos párolgáshő mértékegysége.
A párolgáshő tulajdonképpen úgy tekinthető, mint az az energiamennyiség, ami ahhoz szükséges, hogy az adott (szilárd vagy folyékony) anyag molekuláit összetartó kötési erőket felszabadítsa. Ez az energiamennyiség az adott anyag molekuláinak rezgő (hő)mozgását növeli meg annyira, melyet a szomszédos molekulák illetve atomok már nem tudnak kompenzálni, így az adott molekula kiszabadul, és légnemű halmazállapotúvá, (gőzzé) válik.
A párolgáshő mértéke az anyagi minőségtől, a környezeti nyomástól és a hőmérséklettől is függ. Ha a párolgás állandó nyomáson (izobár körülmények között, például nyitott rendszerből) történik, akkor a rendszerrel közlendő hőnek fedezni kell egyrészt a részecskék mozgási energiájának a növekedését (belső energia növekedés), valamint a fázisátalakulás miatt fellépő térfogat-növekedés térfogati munkáját. Ez a párolgási entalpiaváltozás, jele: ΔvH, J/mol.
Ha a párolgás állandó térfogaton (izochór körülmények között, például zárt rendszerben) történik, akkor a rendszerrel közlendő hőnek csak a részecskék mozgási energiájának a növekedését (belső energia növekedés) kell fedezni. Ez a párolgási belsőenergia-változás, jele: ΔvU, J/mol.
A párolgási entalpiaváltozást gőznyomásmérési adatokból számítással lehet meghatározni. Ha a Clausius–Clapeyron-egyenletet két határ között integráljuk, akkor az alábbi kifejezést kapjuk:
{\displaystyle \lg {\frac {p_{1}}{p_{2}}}={\frac {\Delta _{\mathrm {v} }H}{2{,}303R}}\left({\frac {1}{T_{1}}}-{\frac {1}{T_{2}}}\right)={\frac {\Delta _{\mathrm {v} }H}{2{,}303R}}{\frac {T_{1}-T_{2}}{T_{1}T_{2}}}\ .}
A kifejezésben
p1 a T1 [K] hőmérséklethez tartozó gőznyomás, Pa
p2 a T2 [K] hőmérséklethez tartozó gőznyomás, Pa
R az egyetemes gázállandó, 8,314 J/mol·K
A Clausius–Clapeyron-egyenletnek ez az alakja lehetővé teszi, hogy a folyadék két hőmérsékleten (amely tartományban a párolgáshő állandónak tekinthető) megmért gőznyomásából kiszámítható legyen a folyadék moláris párolgási entalpiaváltozása.